# Chondrosteosaurus
Chondrosteosaurus (que significa "lagarto de osso de cartilagem gigante") Há uma única espécie conhecida do género extinto Chondrosteosaurus gigas de dinossauro saurópode do Cretáceo Inferior que vivia na Inglaterra.
A espécie-tipo, Chondrosteosaurus gigas, foi descrita e nomeada por Richard Owen em 1876. Os fósseis de Condrosteosaurus foram descobertos na Formação Wessex na Ilha de Wight. C. gigas é conhecido apenas a partir de duas vértebras do pescoço (espécimes BMNH 46869, o holótipo, e BMNH 46870), com cavidades distintas e passagens internas agora interpretadas como evidência de sacos aéreos pneumáticos. O paleontólogo Harry Seeley interpretou estruturas semelhantes àquelas do C. gigas como pneumáticas em seu espécime de Ornithopsis. Owen discordou do conceito de Seeley de uma criatura gigante que fazia a ponte entre pássaros ou pterossauros (Owen considerava os saurópodes como répteis marinhos), e embora ele reconhecesse que as cavidades externas nas vértebras podem ter sido conectadas aos pulmões, ele interpretou as passagens internas como tendo sido preenchidas com cartilagem (daí seu nome para o gênero, Condrosteosaurus ou "cartilagem e lagarto ósseo").